# ESO 243-49
ESO 243-49 (również PGC 4181) – galaktyka spiralna (Sc), znajdująca się w gwiazdozbiorze Feniksa w odległości 290 milionów lat świetlnych. 
Na obrzeżach galaktyki ESO 243-49 znajduje się czarna dziura o masie pośredniej ESO 243-49 HLX-1. Jest ona okrążana przez skupisko młodych błękitnych gwiazd. Obecność tej gromady gwiazd sugeruje, że czarna dziura w przeszłości znajdowała się w jądrze obecnie nieistniejącej galaktyki karłowatej. W trakcie zderzenia galaktyk doszło do przechwycenia większości gwiazd mniejszej galaktyki. Zarówno zderzenie galaktyk, jak też wynikająca z niego kompresja gazu wokół czarnej dziury zainicjowały proces formowania nowych gwiazd. Z przeprowadzonych badań wynika, że gromada gwiazd ma nie więcej niż 200 milionów lat, co oznacza, że jej gwiazdy w większości powstały w wyniku kolizji galaktyk.